# 威廉·克雷格
威廉·克雷格（英語：William Craig，1929年—1997年9月22日），是美国的小说家、历史作家。

## 作品
- 《The Fall of Japan》（1968年）
- 《The Tashkent Crisis 》（1971年）
- 《Enemy at the Gates: The Battle for Stalingrad》（1973年）
- 《The Strasbourg Legacy》（1975年）